# Kiotina kelloggi
Kiotina kelloggi är en bäcksländeart som beskrevs av Wu, C.F. och Peter Walter Claassen 1934. Kiotina kelloggi ingår i släktet Kiotina och familjen jättebäcksländor. Inga underarter finns listade i Catalogue of Life.